# 1 000 kilomètres de Jarama
Les 1 000 kilomètres de Jarama (ou 1000 Kilómetros del Jarama) sont une course automobile internationale disputée sous plusieurs formes et formules entre 1967 et 2006 au nord de la capitale madrilène, sur le Circuito Permanente Del Jarama. Doté d'une courte ligne droite, ses nombreux virages sont serrés et rendent les dépassements contraignants. Il fut construit par John Hugenholtz en 1967, pour une longueur de 3,404 kilomètres.

## Histoire
Le pilote espagnol Alex Soler-Roig fut lauréat lors des trois premières saisons, l'épreuve étant créée l'année même de l'inauguration du circuit.
De 1987 à 1989, la compétition a été intégrée au Championnat du monde des voitures de sport, avec une distance de près de 500 kilomètres pour la dernière année. En 1987 et 1988, ce dernier comportait même deux épreuves espagnoles en début de saison, sur la dizaine disputée, l'autre étant les 1 000 (ou 800) kilomètres de Jerez, circuit accepté depuis 1986. Antérieurement le pays n'avait jamais eu d'épreuve retenue en mondial de Sport depuis 1953. Il n'en eu pas non plus au début des années 1990.
Sport-prototypes (dont Le Mans Prototypes en 2001 et 2006) et voitures de grand tourisme s'affrontèrent ensemble ou séparément, selon les saisons.
Trois courses furent disputées dans une conformation d'endurance, en 1969, 1970 et 2006. Cette dernière année, l'organisation fut la dernière du calendrier des Le Mans Series: initialement prévus à Monza, les 1 000 kilomètres durent être déplacés à la fin septembre pour cause de conflit d'horaire de programmation en Italie.

## Palmarès

Le circuit permanent de Jarama.

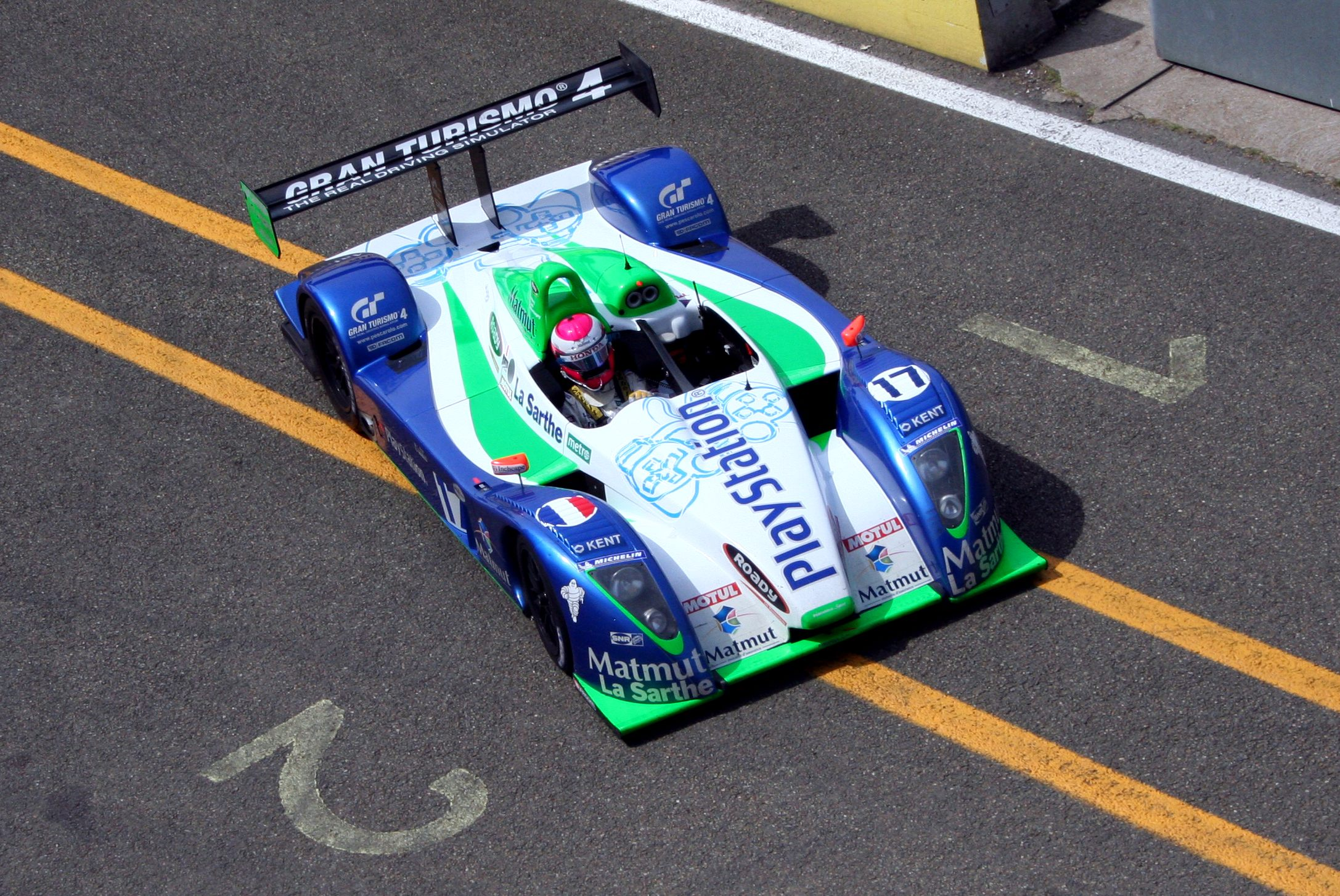
La Pescarolo C60 Hybrid-Judd en 2006.

| 1967      | Alex Soler-Roig                                        | -                           | Porsche 906                                | 100 km          | Gran Premio de Madrid          | -                                                  |                 |                 |
| 1968      | Épreuve annulée                                        | Épreuve annulée             | Épreuve annulée                            | Épreuve annulée | Épreuve annulée                | Épreuve annulée                                    | Épreuve annulée | Épreuve annulée |
| 1969      | Jochen Rindt Alex Soler-Roig                           | -                           | Porsche 908/02                             | 6 heures        | 6 Horas de Jarama              | -                                                  |                 |                 |
| 1970      | Alex Soler-Roig Jürgen Neuhaus                         | Gesipa Racing               | Porsche 908/02                             | 6 heures        | 6 Horas de Jarama              | -                                                  |                 |                 |
| 1971      | Joakim Bonnier                                         | Scuderia Filipinetti        | Lola T212-Ford                             | 2 heures        | 2 Horas de Jarama              | Championnat d'Europe des voitures de sport (2,0 l) |                 |                 |
| 1972      | Derek Bell                                             | Escuderia Nacional CS       | Abarth Osella SE-021                       | 2 heures        | Trofeo SEAT                    | Championnat d'Europe des voitures de sport (2,0 l) |                 |                 |
| 1973      | Épreuve annulée                                        | Épreuve annulée             | Épreuve annulée                            | Épreuve annulée | Épreuve annulée                | Épreuve annulée                                    | Épreuve annulée | Épreuve annulée |
| 1974      | Jean-Pierre Jabouille                                  | Société Alpine              | Alpine A441-Renault                        | 2 heures        | 2 Horas de Jarama              | Championnat d'Europe des voitures de sport (2,0 l) |                 |                 |
| 1975      | Tim Schenken                                           | Gelo Racing Team Georg Loos | Porsche Carrera RSR                        | 200 km          | 200 km Jarama                  | Championnat d'Europe GT                            |                 |                 |
| 1976-1986 | Épreuve annulée                                        | Épreuve annulée             | Épreuve annulée                            | Épreuve annulée | Épreuve annulée                | Épreuve annulée                                    | Épreuve annulée | Épreuve annulée |
| 1987      | Jan Lammers John Watson                                | Silk Cut Jaguar             | Jaguar XJR-8                               | 300 km          | Gran Premio Fortuna            | Championnat du monde des voitures de sport 1987    |                 |                 |
| 1988      | Eddie Cheever Martin Brundle                           | Silk Cut Jaguar             | Jaguar XJR-9                               | 360 km          | Supersprint Jarama             | Championnat du monde des voitures de sport 1988    |                 |                 |
| 1989      | Jochen Mass Jean-Louis Schlesser                       | Team Sauber Mercedes        | Sauber-Mercedes C9/88                      | 480 km          | Trofeo Repsol Jarama           | Championnat du monde des voitures de sport 1989    |                 |                 |
| 1990-1993 | Épreuve annulée                                        | Épreuve annulée             | Épreuve annulée                            | Épreuve annulée | Épreuve annulée                | Épreuve annulée                                    | Épreuve annulée | Épreuve annulée |
| 1994      | Jesús Pareja Jean-Pierre Jarier Dominique Dupuy        | Larbre Compétition          | Porsche 911 Turbo S LM                     | 4 heures        | Gran Premio Repsol             | Championnat BPR                                    |                 |                 |
| 1995      | Maurizio Sandro Sala Ray Bellm                         | Gulf Racing/GTC             | McLaren F1 GTR                             | 4 heures        | Gran Premio Repsol             | Championnat BPR                                    |                 |                 |
| 1996      | James Weaver Ray Bellm                                 | Gulf Racing/GTC Motorsport  | McLaren F1 GTR                             | 4 heures        | Gran Premio Repsol             | Championnat BPR                                    |                 |                 |
| 1997      | Didier Cottaz Jérôme Policand                          | Courage Compétition         | Courage C41-Porsche                        | 2 heures        | Gran Premio Repsol             | Championnat FIA des voitures de sport              |                 |                 |
| 1998      | Thomas Bscher Geoff Lees                               | GTC/Davidoff Classics       | McLaren F1 GTR                             | 4 heures        | Gran Premio Repsol             | Championnat GTR Euroseries                         |                 |                 |
| 1999-2000 | Épreuve annulée                                        | Épreuve annulée             | Épreuve annulée                            | Épreuve annulée | Épreuve annulée                | Épreuve annulée                                    | Épreuve annulée | Épreuve annulée |
| 2001      | Rinaldo Capello Tom Kristensen                         | Audi Sport North America    | Audi R8C                                   | 2 heures 45     | Repsol European Le Mans Series | American Le Mans Series European Le Mans Series    |                 |                 |
| 2002-2005 | Épreuve annulée                                        | Épreuve annulée             | Épreuve annulée                            | Épreuve annulée | Épreuve annulée                | Épreuve annulée                                    | Épreuve annulée | Épreuve annulée |
| 2006      | Emmanuel Collard Jean-Christophe Boullion Didier André | Pescarolo Sport             | Pescarolo C60 Hybrid-Judd GV5 S2 5,0 l V10 | 1 000 km        | 1 000 km del Jarama            | Le Mans Series                                     |                 |                 |

## Remarque
Le circuit de Jerez a quant à lui été inauguré en 1986. Trois courses du championnat mondial SportsCars consécutives furent immédiatement entreprises annuellement, au début du mois de mars chaque saison, à savoir:
- 1986 (360 km) : vainqueurs Oscar Larrauri et Jesús Pareja, sur Porsche 962 C
- 1987 (1 000 km) : vainqueurs Eddie Cheever et Raul Boesel, sur Jaguar XJR-8
- 1988 (800 km) : vainqueurs Jean-Louis Schlesser, Mauro Baldi et Jochen Mass, sur Sauber-Mercedes C9

(Nota Bene: Cheever, Schlesser et Mass ont chacun remporté une manche mondiale sur les deux circuits ibériques)